# The Slumdon Bridge
The Slumdon Bridge là một EP của ca sĩ-nhạc sĩ người Anh Ed Sheeran và rapper người Mỹ Yelawolf. EP được ra mắt vào 14 tháng 2 năm 2012 dưới dạng tải nhạc kĩ thuật số miễn phí tại Anh. Track thứ hai trong EP, "You Don't Know (For Fuck's Sake)", đĩa đơn chủ đạo, được phát hành dưới dạng tải nhạc miễn phí thông qua trang Twitter của Ed Sheeran và một số trang mạng về hip hop vào ngày 24 tháng 1. Một bản trailer cho EP đã được ra mắt với hình ảnh hai nghệ sĩ thu âm cho EP trong phòng thu. EP đã được phát hành tại Mỹ vào 24 tháng 4 năm 2012 trên iTunes bởi Warner Music Group.

## Danh sách bài hát
Tất cả nhạc phẩm được soạn bởi Jake Gosling, Yelawolf và Ed Sheeran.
| STT              | Nhan đề                            | Thời lượng |
| ---------------- | ---------------------------------- | ---------- |
| 1.               | "London Bridge"                    | 4:54       |
| 2.               | "You Don't Know (For Fuck's Sake)" | 3:33       |
| 3.               | "Faces"                            | 3:19       |
| 4.               | "Tone"                             | 2:17       |
| Tổng thời lượng: | Tổng thời lượng:                   | 14:03      |

## Lịch sử phát hành
| Quốc gia       | Ngày phát hành      | Hãng đĩa     |
| -------------- | ------------------- | ------------ |
| Vương quốc Anh | 14 tháng 2 năm 2012 | Tự phát hành |
| Hoa Kỳ         | 24 tháng 4 năm 2012 | Warner       |